# Journal of Pharmacology and Experimental Therapeutics
Il Journal of Pharmacology and Experimental Therapeutics è una rivista scientifica mensile di farmacologia, sottoposta a revisione paritaria. Fondata nel 1909, è pubblicata dalla casa editrice Elsevier per conto dell'American Society for Pharmacology and Experimental Therapeutics. La rivista pubblica principalmente articoli di ricerca originali e accetta articoli che trattano tutti gli aspetti delle interazioni delle sostanze chimiche con i sistemi biologici.
John Jacob Abel fondò la società nel dicembre 1908, quando invitò 18 farmacologi nel suo laboratorio per organizzare una nuova società. Alla fine dell'incontro, Abel annunciò la creazione della rivista.

## Indicizzazione
Gli abstract e gli articoli sono indicizzati dai seguenti database bibliografici:
- Biological Abstracts[3]
- BIOSIS Previews[3]
- Chemical Abstracts Service[4]
- Current Contents/Life Sciences[3]
- Embase[5]
- Index Medicus/MEDLINE/PubMed[6]
- Science Citation Index Expanded[3]
- Scopus[7]